# Чаба Хірбік
Чаба Хірбік (угор. Hirbik Csaba; нар. 29 грудня 1976, Будапешт) — угорський борець греко-римського стилю, срібний призер чемпіонату світу, срібний призер чемпіонату Європи, учасник Олімпійських ігор.

## Життєпис
Боротьбою почав займатися з 1985 року. Був срібним призером чемпіонату Європи 1992 року серед кадетів.
Виступав за борцівський клуб Újpesti TE, Будапешт. Тренер — Жено Боді.

## Спортивні результати на міжнародних змаганнях

### Виступи на Олімпіадах
| Змагання                    | Збірна   | Вагова категорія                 | Місце |
| --------------------------- | -------- | -------------------------------- | ----- |
| Літні Олімпійські ігри 2000 | Угорщина | греко-римська боротьба, до 69 кг | 15    |

### Виступи на Чемпіонатах світу
| Змагання                        | Збірна   | Вагова категорія                 | Місце  |
| ------------------------------- | -------- | -------------------------------- | ------ |
| Чемпіонат світу з боротьби 1998 | Угорщина | греко-римська боротьба, до 69 кг | Срібло |
| Чемпіонат світу з боротьби 1999 | Угорщина | греко-римська боротьба, до 69 кг | 4      |
| Чемпіонат світу з боротьби 2001 | Угорщина | греко-римська боротьба, до 69 кг | 14     |

### Виступи на Чемпіонатах Європи
| Змагання                                      | Збірна   | Вагова категорія                 | Місце  |
| --------------------------------------------- | -------- | -------------------------------- | ------ |
| Чемпіонат Європи з боротьби 1999              | Угорщина | греко-римська боротьба, до 69 кг | 9      |
| Чемпіонат Європи з боротьби 2000              | Угорщина | греко-римська боротьба, до 69 кг | Срібло |
| Чемпіонат Європи з боротьби 2001              | Угорщина | греко-римська боротьба, до 69 кг | 18     |
| Чемпіонат Європи з боротьби серед молоді 1994 | Угорщина | вільна боротьба, до 74 кг        | 9      |

### Виступи на змаганнях молодших вікових груп
| Змагання                                      | Збірна   | Вагова категорія                 | Місце  |
| --------------------------------------------- | -------- | -------------------------------- | ------ |
| Чемпіонат Європи з боротьби серед молоді 1994 | Угорщина | вільна боротьба, до 74 кг        | 9      |
| Чемпіонат світу з боротьби серед кадетів 1992 | Угорщина | греко-римська боротьба, до 70 кг | Срібло |